# هينا سوغيتا
هينا سوغيتا (杉田 妃和) (مواليد 31 يناير 1997)، هي لاعبة كرة قدم كانت تلعب كلاعب وسط. ولعبت مع منتخب اليابان لكرة القدم للسيدات.

## وصلات خارجية
- هينا سوغيتا على موقع الاتحاد الدولي (مؤرشف)  (الإنجليزية)
- هينا سوغيتا على موقع إي إس بي إن إف سي (الإنجليزية)
- هينا سوغيتا على موقع قاعدة بيانات كرة القدم.إي يو (الإنجليزية)
- هينا سوغيتا على موقع Soccerbase.com (لاعب) (الإنجليزية)
- هينا سوغيتا على موقع Soccerway.com (الإنجليزية)
- هينا سوغيتا على موقع عالم كرة القدم.نت (الإنجليزية)
- هينا سوغيتا على موقع أوليمبيديا (الإنجليزية)